# 我身騎白馬
《我身騎白馬》專輯唱片出版於2007年1月23日，為台灣前衛音樂作曲家蘇通達與歌仔戲名伶郭春美所屬春美歌仔戲團合作的電音歌仔戲作品。收錄同名歌曲等多首曲調的該專輯，將台灣歌仔戲地方戲曲唱腔融合了輕柔輕快的沙發音樂、爵士、古典、電音、及拉丁樂風。
2008年3月7日，超級星光大道參賽人徐佳瑩於比賽期間使用《我身騎白馬》專輯同名單曲為參賽曲。徐佳瑩以加入國語歌詞與重編曲方式闡釋《我身騎白馬》歌曲；網路為區別，後稱該改編曲為抒情版的《我身騎白馬》。因為該歌曲獲得該節目評審好評，導致網路轉播率頗高。2009年5月，徐佳瑩推出首張個人專輯，亦改編此曲為主打歌，其中，蘇通達仍予以協作。
另外，《我身騎白馬》獨特專輯封面亦參選2008年葛萊美獎相關獎項，經審核後，該專輯封面獲得提名榮譽，該提名亦是封面設計者蕭青陽第二度所獲得。

## 古調副歌
取自歌仔戲七字調古詞的《我身騎白馬》主要副歌，實為台灣歌仔戲戲曲《薛平貴與王寶釧》劇情曲調之一，而該部分歌詞則為「我身騎白馬走三關，改換素衣回中原，放下西涼無人管，一心只想王寶釧」。

## 連結
- 我身騎白馬 - Hitoradio‧Hit Fm --華人音樂入口指標 （页面存档备份，存于）